# Trypucie
Trypucie – wieś w Polsce położona w województwie podlaskim, w powiecie białostockim, w gminie Turośń Kościelna.
W latach 1975–1998 miejscowość administracyjnie należała do województwa białostockiego.
Wierni kościoła rzymskokatolickiego należą do parafii św. Antoniego Padewskiego w Niewodnicy Kościelnej.

## Historia
Wieś powstała ok. 1574. Należała do dworu w Czaplinie. 
W 1723 była własnością Smogarzewskiego, w 1790 Cybulskiego i Moniuszki. W 1727 wieś liczyła 50 mieszkańców.
Dawne nazwy: Trypuce, Trzypucie.